# Ullastret
Ullastret est une commune de la province de Gérone, en Catalogne, en Espagne, de la comarque du Baix Empordà.

## Culture locale et patrimoine

### Lieux et monuments

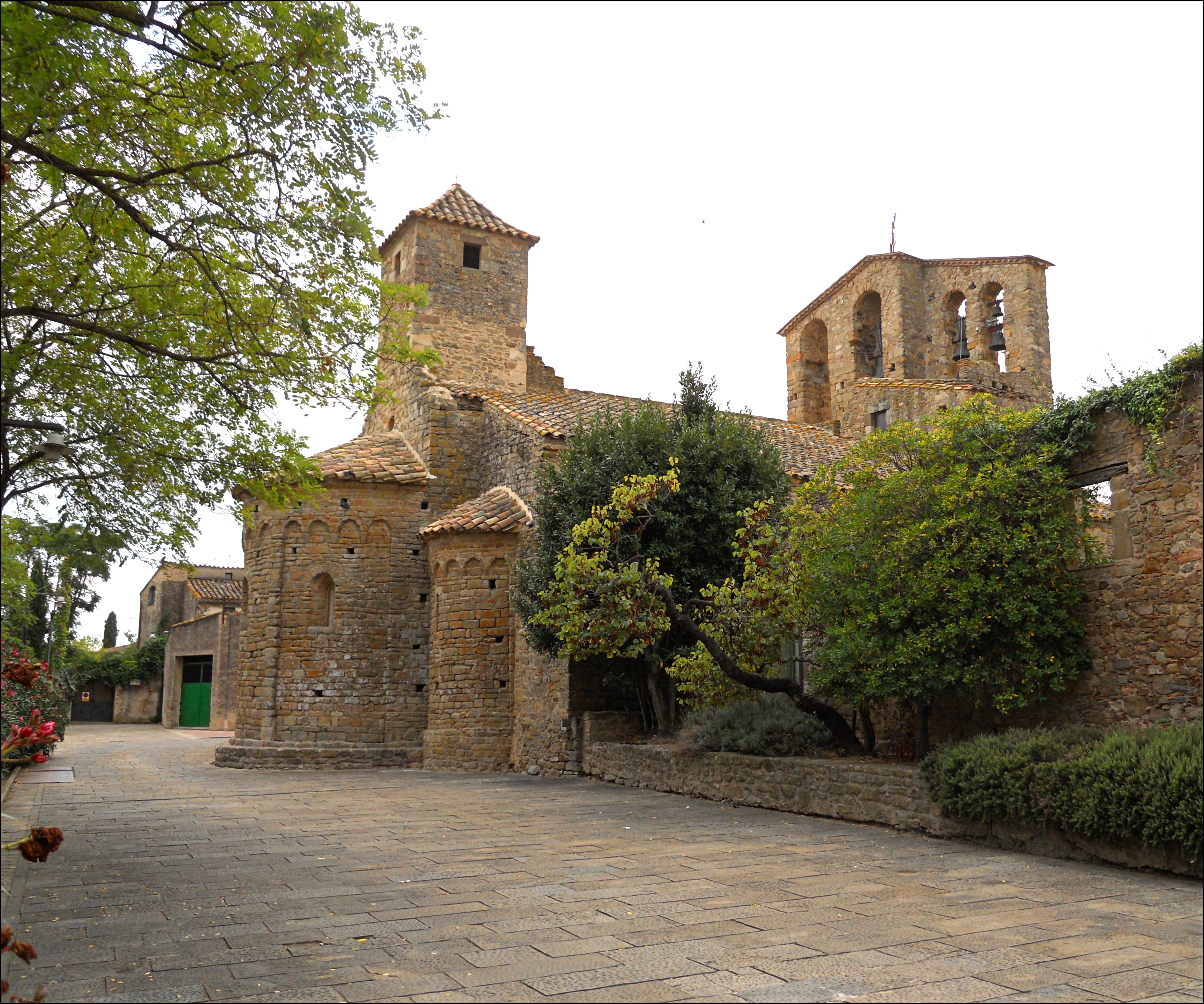
Vue sur l'église (1)

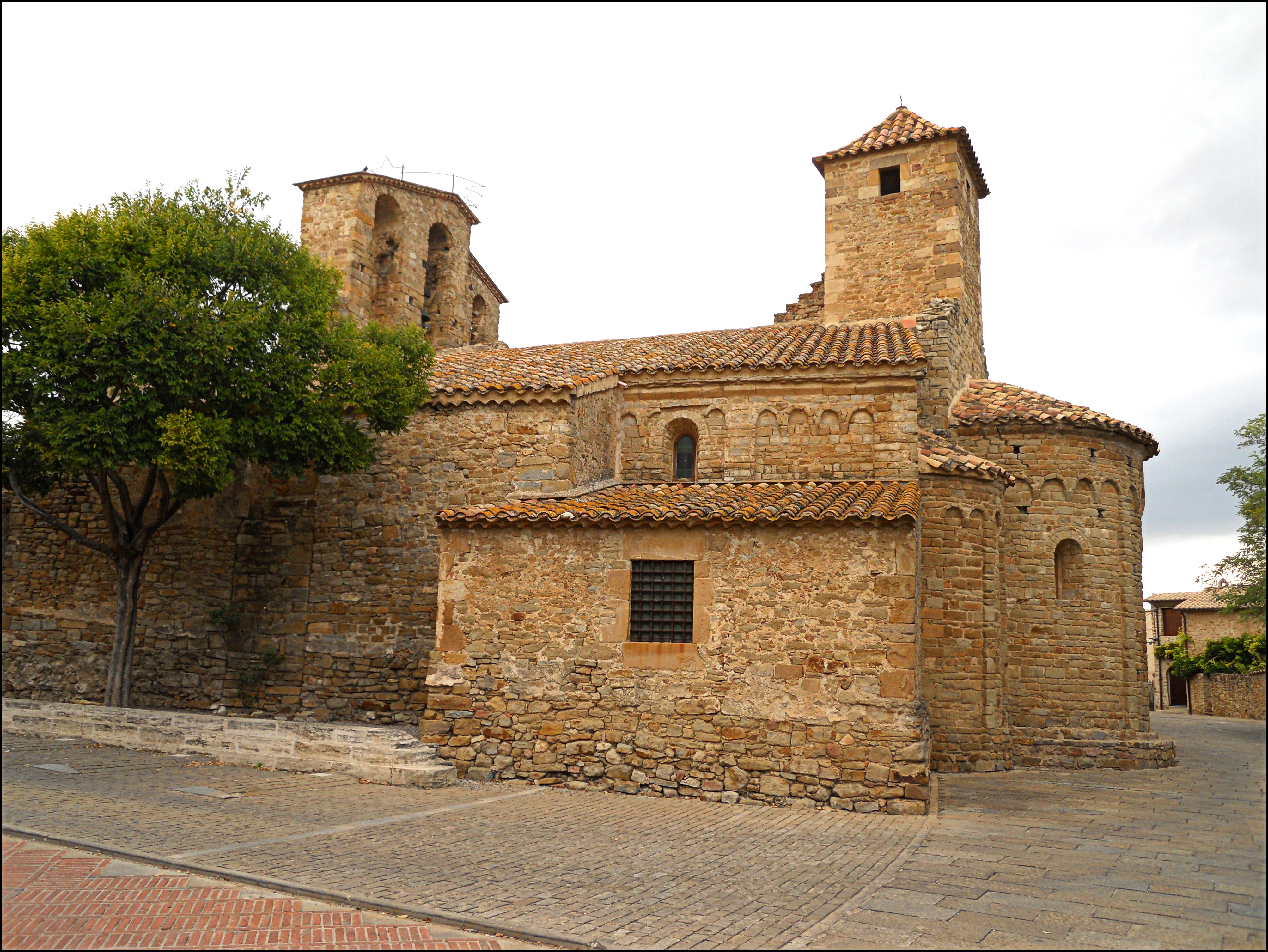
Vue sur l'église (2)

- L'église Saint-Pierre, d'époque romane ;

- Le château ;
- La tour Saint-André ;
- La cité ibérique.